# 比利·克里斯托
比利·克里斯托（英語：Billy Crystal，1948年3月14日—），是一名金球獎提名、艾美獎獲獎的美國演員、劇作家、電影監製和導演。主要是在1970年代演出ABC電視台肥皂劇而走紅，1980年代開始拍攝好萊塢電影，代表作包括《當哈利遇上莎莉》和《城市鄉巴佬》。同时他也是美国金牌脱口秀节目主持人，并且担任过九届奥斯卡金像奖颁奖典礼的主持人。

## 私人生活
出生在紐約長灘，母親海倫（Helen，閨姓Gabler）是一名家庭主婦，父親傑克·克里斯托（Jack Crystal）是一名爵士樂唱片公司的執行監製，舅舅米爾特·蓋柏勒（Milt Gabler）是一名音樂家和作曲家，兄弟理查則是一名電視監製。克里斯托在一個猶太家庭長大，他形容他的家是個大家庭而且很友愛。克里斯托畢業於長灘高中後，靠著棒球獎學金進入馬歇爾大學，但是大學時代，克里斯托並沒有繼續打球，因為大一和大二時都處於休學的狀態，而與未來的妻子居住在紐約，隨後進入紐約大學就讀。克里斯托自1950年代就是紐約洋基隊的球迷，克里斯托執導的《61*》亦是以洋基隊為背景。
他於2008年大聯盟春訓期間，與洋基隊簽下一紙一日合約，並且在3/13面對匹茲堡海盜隊的比賽中先發上場，擔任第一棒與指定打擊，在選到滿球數後遭到三振。
克里斯托的妻子為潔柰絲·高芬格（Janice Goldfinger），克里斯托是在18歲時與17歲的妻子相遇，他們有了兩個女兒珍妮佛（Jennifer）和琳賽（Lindsay），夫妻倆目前已經升格成祖父母。

## 作品
- 《搖滾萬萬歲》(1984年)
- 《雙星趕月》 (1986年)
- 《推媽媽出火車》(1987年)
- 《綠野芳蹤》 (Princess Bride 另譯：公主新娘) (1987年)
- 《當哈利遇上莎莉》 (When Harry Met Sally 1989年)
  - 提名金球獎最佳音樂及喜劇類電影男主角
- 《城市鄉巴佬》 (City Slickers 1991年)
  - 提名金球獎最佳音樂及喜劇類電影男主角
- 《週末夜先生》 (1992年)
  - 提名金球獎最佳音樂及喜劇類電影男主角
- 《城市鄉巴佬2》 (City Slickers 2 1994年)
- 《忘情巴黎》 (1995年)
- 《哈姆雷特》(Hamlet 1996年)
- 《解構哈利》 (Deconstructing Harry 1997年)
- 《不可能的拍檔》 (1997年)
- 《我的巨人》 (1998年)
- 《老大靠邊閃》(Analyze This 1999年)
- 《美國甜心》(American Sweethearts 2001年)
- 《怪獸電力公司》 (2001年)
- 《老大靠邊閃2：歪打正著》(Analyze That 2002年)
- 《霍爾的移動城堡》(Howl's Moving Castle 2004年)
- 《汽車總動員》 (Cars 2006年)
- 《怪獸大學》 (2013年)

## 外部連結
- （英文） Billy Crystal在互联网电影资料库（IMDb）上的資料（英文）
- （英文） Billy Crystal在TV.com

| 前任： 吉維·蔡斯 第60屆奧斯卡金像獎               | 奧斯卡金像獎主持人 第62屆、第63屆、第64屆、第65屆奧斯卡金像獎 | 繼任： 琥碧·戈柏 第66屆奧斯卡金像獎     |
| 前任： 琥碧·戈柏 第68屆奧斯卡金像獎               | 奧斯卡金像獎主持人 第69屆、第70屆奧斯卡金像獎                 | 繼任： 琥碧·戈柏 第71屆奧斯卡金像獎     |
| 前任： 琥碧·戈柏 第71屆奧斯卡金像獎               | 奧斯卡金像獎主持人 第72屆奧斯卡金像獎                         | 繼任： 史提夫·馬丁 第73屆奧斯卡金像獎   |
| 前任： 史提夫·馬丁 第75屆奧斯卡金像獎             | 奧斯卡金像獎主持人 第76屆奧斯卡金像獎                         | 繼任： 克里斯·洛克 第77屆奧斯卡金像獎   |
| 前任： 詹姆斯·法蘭科 安·海瑟薇 第83屆奧斯卡金像獎 | 奧斯卡金像獎主持人 第84屆奧斯卡金像獎                         | 繼任： 塞思·麥克法蘭 第85屆奧斯卡金像獎 |